# Powiat Guhrau
Powiat Guhrau (niem. Landkreis Guhrau, pol. powiat górowski) - prusko-niemiecka jednostka podziału administracyjnego, istniejąca w latach 1815–1945, wchodząca w skład prowincji śląskiej (do 1919 r.), a następnie prowincji dolnośląskiej.

## Historia
Landkreis Guhrau powstał 1 maja 1816 r. W latach 1815–1816 wprowadzono w Prusach jednostkę administracyjną rejencję, jako pośredni szczebel administracji pomiędzy prowincją a powiatem. Powiat Guhrau należał do pruskiej prowincji śląskiej i do nowo utworzonej rejencji we Wrocławiu. Siedzibą starosty, urzędu i sejmiku powiatowego było Guhrau.
W 1818 r. dokonano korekty granic powiatów na Dolnym Śląsku, przyłączono wtedy do powiatu górowskiego kilka gmin z sąsiedniego powiatu wołowskiego, jednocześnie odłączając od niego kilkanaście wsi na rzecz powiatu małościnawskiego i wspomnianego wyżej powiatu wołowskiego.
Mimo jeszcze kilkakrotnych korekt administracyjnych powiat górowski utrzymał się do końca II wojny światowej. W maju 1945 r. został zajęty przez oddziały Armii Czerwonej. Kilkanaście dni później zaczęła działać tu polska administracja. Tym samym swoją działalność na tym terytorium rozpoczął polski powiat górowski, który pokrywał się pod względem obszaru z przedwojennym Landkreis Guhrau.

## Landraci[3]
- 1855–1892  Eugen von Goßler
- 1893–1920  Dr. F. H. Kurt von Ravenstein
- 1922–1927  Dr. Curt Hoffmann
- 1927–1932  Hermann Neumann
- 1932–1933  Adolf Freiherr von Thielemann
- 1934–1943  Friedrich Stucke
- 1943–1945  Wilhelm Erdmann

## Ludność (1885–1939)
- 1885 r. - 36.955
- 1890 r. - 35.349, z czego ewangelicy: 27.842,  katolicy: 7.348,   wyznanie mojżeszowe: 147
- 1900 r. - 33.426, z czego ewangelicy: 26.204,  katolicy: 7.068
- 1910 r. - 33.775, z czego ewangelicy: 25.331,  katolicy: 8.308
- 1925 r. - 34.818, z czego ewangelicy: 26.906,  katolicy: 7.792,   wyznanie mojżeszowe:  90,   inni chrześcijanie:   5
- 1933 r. - 39.696, z czego ewangelicy: 31.561,  katolicy: 8.000,   wyznanie mojżeszowe:  58,   inni chrześcijanie:  11
- 1939 r. - 39.028, z czego ewangelicy: 30.642,  katolicy: 8.021,   wyznanie mojżeszowe:   3,   inni chrześcijanie:  13

## Podział administracyjny
1 stycznia 1945 powiat dzielił się na:
- 3  miasta
- 107 gmin

## Znane osobistości
- Konrad Tag (1903–1954), znany niemiecki grawer